# Egil Olsen (calciatore 1948)
Egil Olsen (Drammen, 23 luglio 1948 – Rælingen, 27 giugno 2018) è stato un calciatore norvegese, di ruolo centrocampista.

## Carriera

### Club
Olsen giocò per lo Strømsgodset dal 1967 al 1971 prima e dal 1974 al 1975 poi. Con questa maglia, vinse due edizioni della Norgesmesterskapet (1969 e 1970) e un campionato (1970). Dal 1972 al 1973, fu in forza allo Skeid.

### Nazionale
Conta 4 presenze per la Norvegia. Esordì il 20 luglio 1970, nella sconfitta per 2-0 contro l'Islanda.

## Palmarès

### Club

#### Competizioni nazionali
- Coppa di Norvegia: 2

Strømsgodset: 1969, 1970
- Campionato norvegese: 1

Strømsgodset: 1970